# Automolus cervinigularis
El ticotico gorgiclaro norteño u ticotico gorjiclaro occidental (Automolus cervinigularis) es una especie de ave paseriforme de la familia Furnariidae perteneciente al género Automolus. Es nativo de México y de América Central. 

## Nombres comunes
Se le denomina también musguero garganta pálida (en México), hojarrasquero gorgianteado (en Honduras y Costa Rica) o rascahojas gorguipálida (en Panamá).

## Distribución y hábitat
Se distribuye desde la costa caribeña del sureste de México, principalmente a lo largo de la costa caribeña, por Guatemala, Belice, Honduras, Nicaragua, Costa Rica, hasta el noroeste de Panamá.
El hábitat natural de esta especie se compone de selvas húmedas de tierras bajas, crecimientos secundarios altos y plantaciones de café, entre el nivel del mar y 1650 m de altitud.

## Sistemática

### Descripción original
La especie A. cervinigularis fue descrita por primera vez por el zoólogo británico Philip Lutley Sclater en 1857 bajo el nombre científico Anabates cervinigularis; su localidad tipo es: «Córdoba, Veracruz, México».

### Etimología
El nombre genérico masculino «Automolus» deriva del griego «αυτομολο automolos» que significa ‘desertor’; y el nombre de la especie «cervinigularis», se compone de las palabras del latín «cervinus» que significa ‘de color de ciervo’, y «gularis» que significa ‘de garganta’.

### Taxonomía
La presente especie (inluyendo A. cervinigularis hypophaeus) fue tradicionalmente tratada como un grupo de subespecies del amplio ticotico gorgiclaro Automolus ochrolaemus. Los estudios genéticos recientes de Smith et al. (2014) y Schultz et al. (2017), en conjunto con las diferencias vocales, suministraron las bases para proponer su separación como especie plena. Las clasificaciones del Congreso Ornitológico Internacional (IOC) y Clements checklist/eBird siguen esta separación a partir del año 2023.

### Subespecies
Según las clasificaciones del IOC y Clements checklist/eBird se reconocen dos subespecies, con su correspondiente distribución geográfica:
- Automolus cervinigularis cervinigularis (P.L. Sclater, 1857) – tierras bajas caribeñas del sur de México (Veracruz, norte y noreste de Oaxaca hacia el sur desde Quintana Roo), norte de Guatemala y oeste de Belice.
- Automolus cervinigularis hypophaeus Ridgway, 1909 – Honduras al sur hasta el noroeste de Panamá.

La subespecie propuesta A. cervinigularis amusos J.L. Peters, 1929 de Honduras, descrita como más pálida que hypophaeus no es diagnosticable de forma confiable y se la incluye en esta última.